# 고지마섬 (오시마 관내)

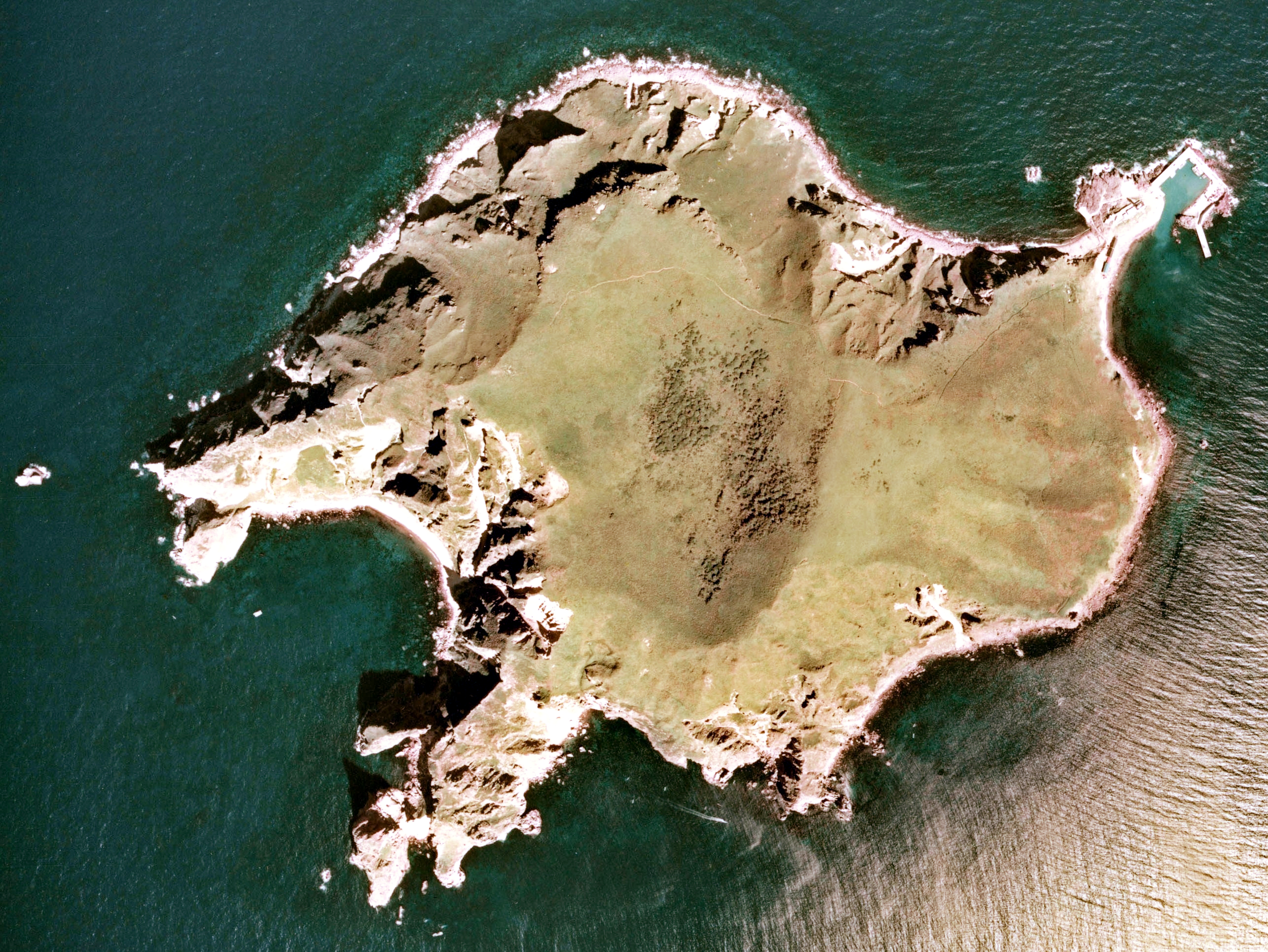
고지마섬

고지마섬(小島)은 일본 홋카이도 오시마 종합진흥국에 포함되어 있는 섬이다.
| 오시마반도 마쓰마에반도→ ←가메다반도 하코다테평야↓ 우치우라만 쓰가루 해협 ↓오쿠시리섬 ↑오시마섬 ←고지마섬 ←시모키타반도 홋카이도섬 혼슈섬 |

## 지리
오시마 지청에 포함되어 있는 오시마섬의 남쪽에 위치해 있다. 북위 41도 20분 58초에 위치해 있으며 홋카이도의 최남단이다. 참고로 홋카이도의 최북단은 이투루프섬이며 분쟁지역을 제외하면 벤텐섬이 최북단이다.

## 자연
고지마 섬은 오시마섬과 함께 일본의 천연기념물로 지정되어 있다.

## 교통
일반인의 출입이 제한되어 있어 출입하기가 매우 까다롭다.
참고로 고지마섬에 어항을 설치할 계획이다.

## 같이 보기
- 고지마섬
- 오시마섬
- 오시마 지청
- 오쿠시리섬
- 히야마 지청
- 일본의 극점